# Plasmat

Linsenschema des Plasmats

Das Plasmat ist ein von Paul Rudolph ab 1918 und in den 1920er Jahren entwickeltes Hochleistungsobjektiv der Firma Hugo Meyer („Meyer-Optik“), Görlitz.
Das Plasmat geht auf den sogenannten Dagor-Objektivtyp zurück. Das Dagor war ein sechslinsiger Doppel-Anastigmat von Goerz, Berlin. Das Dagor besteht aus zwei je dreilinsigen verkitteten Linsengruppen, die symmetrisch um die Blende angeordnet sind. Bei ansonsten guten optischen Leistungen verblieb aber eine erhebliche sphärische Aberration. Durch die Herauslösung der inneren zwei Linsen aus den zwei verkitteten Linsengruppen ergaben sich zusätzliche Freiheitsgrade zur Korrektur dieses optischen Abbildungsfehlers. Besonders erfolgreich setzte Paul Rudolph mit dem Plasmat dieses Konstruktionsprinzip um. Unmittelbarer Vorgänger des Plasmats war das von Ernst Arbeit errechnete Euryplan 1:6. Zuerst von Schulze & Billerbeck, später dann auch von Hugo Meyer gebaut. Hieraus entwickelte Rudolph zunächst das (Doppel-)Plasmat mit einer Lichtstärke von knapp 1:4.
Das Plasmat besteht im Wesentlichen aus zwei gegenüberliegenden Doublets, denen jeweils innen eine weitere gebogene Sammellinse (Meniskus) zugeordnet ist. Zwischen den Doublets und den Menisken befindet sich ein Luftspalt; zwischen den Menisken die Blende. Anstatt der vier Glas-Luft-Oberflächen des Dagor hat das Plasmat damit acht solcher Oberflächen. Da die Vergütung optischer Oberflächen in den 1920er Jahren noch nicht erfunden war, war das Plasmat für innere Reflexionen anfällig.
Das erste sogenannte Doppel- oder Satz-Plasmat hatte eine maximale Lichtstärke von 1:4.5. Neben einem Einsatz in der „normalen“ Fotografie wurden Plasmate oft in Geräten zum Kopieren von Dokumenten eingesetzt.

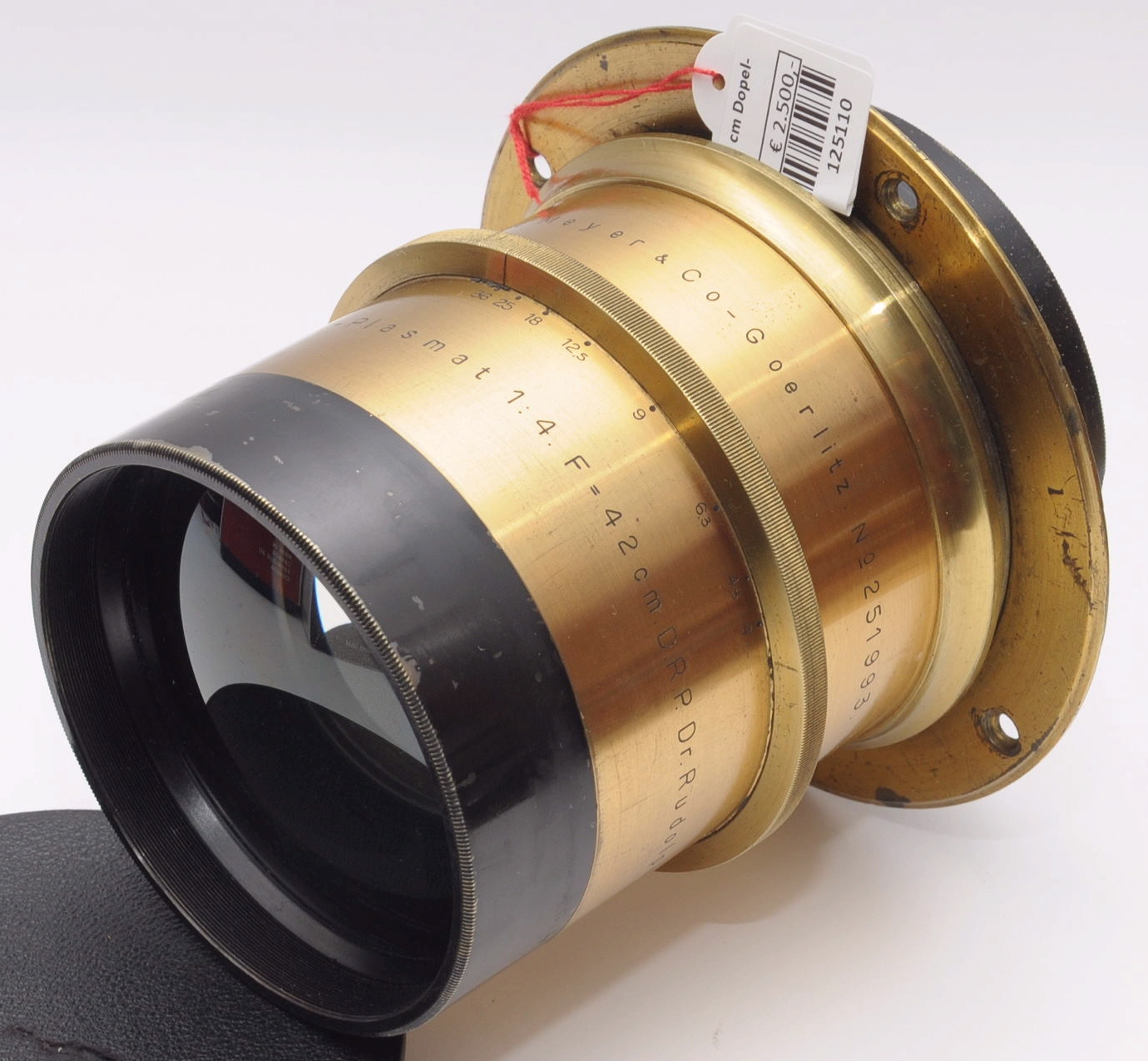
Frühes Doppel-Plasmat 1:4/420 mm, Seriennummer 251993
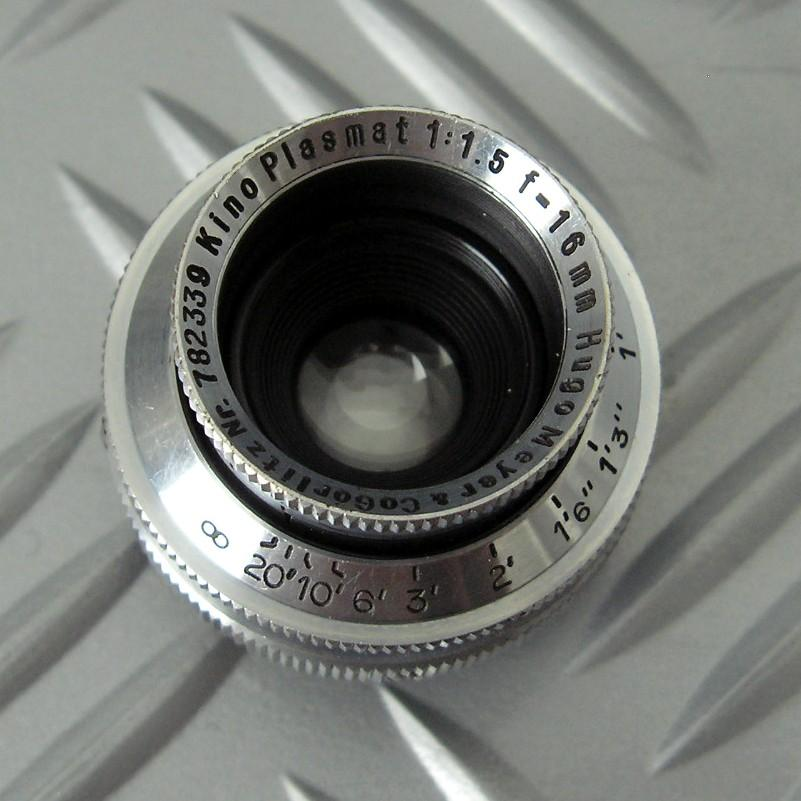
Kino Plasmat 1:1,5/16 mm, Seriennummer 782339
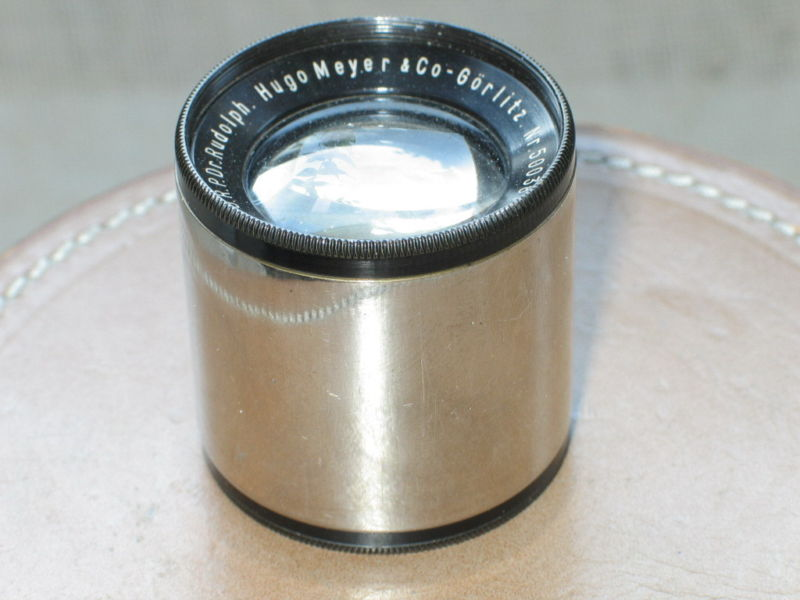
Kino Plasmat 1:1,5/40 mm, Seriennummer 500385, als Projektionsobjektiv
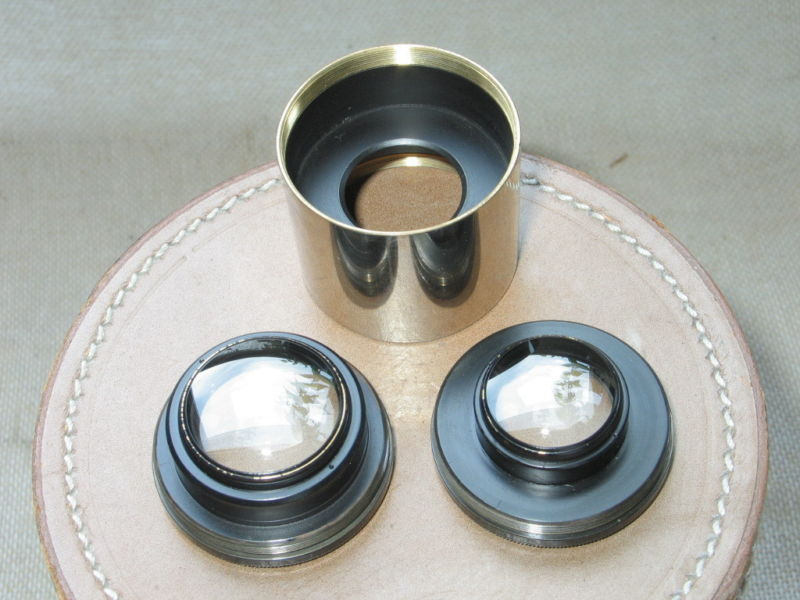
Das Kino Plasmat besteht aus 2 fast symmetrischen Linsengruppen

Eine wichtige Weiterentwicklung erreichte Rudolph 1922. Angeregt von der besonders hohen erforderlichen Lichtstärke von Filmkameras konstruierte er das Kino Plasmat. Hier waren die beiden inneren Linsen andersherum gebogen und das vordere Doublet vergrößert. Damit konnten Lichtstärken von 1:2 (1924) und schließlich 1:1,5 (1926) erreicht werden. Dies waren damals die lichtstärksten fotografischen Objektive der Welt.
Die Londoner Kamerafirma A.O. Roth vermarktere Mitte-Ende der 1920er Jahre eine „Meyer Speed Camera“ (4,5 cm × 6 cm), die mit einem 1:2/90 mm Kino Plasmat ausgestattet war. Aufgrund der hohen Lichtstärke wurde das Objektiv auch wissenschaftlich eingesetzt. So fand Anfang der 1930er ein Kino-Plasmat 1:1,5/50 mm Einsatz bei der fotografischen und spektrografischen Untersuchung des Polarlichts. Es existieren auch Varianten, die als Projektionsobjektive genutzt werden können (siehe Bild).